# Samantha Stosur
Samantha Stosur (Brisbane, 30. ožujka 1984.) australska je profesionalna tenisačica i, u paru s Amerikankom Lisom Raymond, bivši svjetski broj 1 u konkurenciji ženskih parova. Pobjednica je US Opena 2011. godine. Također je u parovima osvojila US Open (2005.) i Roland Garros (2006.).
Stosur se profesionalno bavi tenisom od 1999. godine, a nakon velikog uspjeha u igri parova, posljednjih se godina više posvetila pojedinačnoj konkurenciji.

## Životopis
Stosur je rođena u Brisbaneu. Kćer je Tonyja i Diane, a ima dva brata, Dominica i Daniela. Poljskog je podrijetla, kao i sunarodnjakinja Alicia Molik. Obitelj je preselila u Adelaide 1990. nakon što je njihov dom u Gold Coastu uništila poplava. U Adelaideu je Samantha započela igrati tenis, nakon što je za Božić 1991. dobila na dar teniski reket. Vježbala je sa starijim bratom Danielom, koji je prvi vidio njen potencijal i nagovorio roditelje da joj plate satove tenisa. Stosur je pohađala školu Helensvale State, poznatu po odličnom športskom programu, s 14 se godina pridružila Queensland Academy of Sport, a sa 16 godina ušla je u teniski program Australskog športskog instituta (AIS). Tada je već odigrala svoje prve profesionalne susrete.
Stosur je dugo godina radije igrala parove, najčešće u dvojcu s Amerikankom Lisom Raymond. Prvi je turnir osvojila u Sydneyju, 15. siječnja 2005. godine, u paru sa sunarodnjakinjom Bryanne Stewart. Te je godine Stosur osvojila čak 7 WTA turnira u igri parova, od kojih je najznačajniji bio US Open (u paru s Raymond). U veljači 2006. dospjela je do prvog mjesta na WTA ljestvici parova. Iste godine osvojila je s Raymond i Australian Open te Roland Garros. Ukupno je do polovice 2007. osvojila 22 WTA turnira u paru. Te je godine propustila gotovo cijelu drugu polovicu sezone nakon što je oboljela od Lajmske borelioze.
Stosur se povratkom tenisu 2008. odlučila više posvetiti igri u pojedinačnoj konkurenciji. Nakon poraza u prvih 5 WTA finala, konačno je osvojila naslov 18. listopada 2009. u Osaki, pobijedivši u završnici Francescu Schiavone sa 7:5, 6:1. Godine 2010. igrala je finale Roland Garrosa, u kojem je poražena od Schiavone s 4:6, 6:7(2). Od turnira je osvojila tek Charleston, pobijedivši Zvonarjevu 6:0, 6:3, nakon čega su do kraja godine i u 2011. slijedila 4 poraza u finalima, od Henin, spomenuti od Schiavone, od Šarapove i Serene Williams. Stosur je u rujnu 2011. sjajnom igrom napokon trijumfirala na Grand Slam turniru, osvojivši US Open pobjedom u finalu nad Serenom Williams od 6:2, 6:3.
Trener joj je David Taylor.

## Stil igre
Stosur svoju igru zasniva na kombinaciji servisa i voleja te snažnom spin forehandu. Također ju odlikuje besprijekorna fizička sprema.

## Osvojeni turniri

### Pojedinačno (4 WTA)
| Br. | Datum               | Turnir     | Suparnica u finalu  | Rezultat |
| 1.  | 18. listopada 2009. | Osaka      | Francesca Schiavone | 7:5, 6:1 |
| 2.  | 18. travnja 2010.   | Charleston | Vjera Zvonarjeva    | 6:0, 6:3 |
| 3.  | 11. rujna 2011.     | US Open    | Serena Williams     | 6:2, 6:3 |
| 4.  | 4. kolovoza 2013.   | Carlsbad   | Viktorija Azarenka  | 6:2, 6:3 |

### Parovi (23 WTA)
| Br. | Datum               | Turnir        | Partnerica      | Suparnice u finalu                         | Rezultat         |
| 1.  | 15. siječnja 2005.  | Sydney        | Bryanne Stewart | Jelena Dementijeva Ai Sugiyama             | predaja          |
| 2.  | 10. travnja 2005.   | Amelia Island | Bryanne Stewart | Květa Peschke Patty Schnyder               | 6:4, 6:2         |
| 3.  | 27. kolovoza 2005.  | New Haven     | Lisa Raymond    | Gisela Dulko Marija Kiriljenko             | 6:2, 6:7(1), 6:1 |
| 4.  | 10. rujna 2005.     | US Open       | Lisa Raymond    | Jelena Dementijeva Flavia Pennetta         | 6:2, 5:7, 6:3    |
| 5.  | 2. listopada 2005.  | Luxembourg    | Lisa Raymond    | Cara Black Rennae Stubbs                   | 7:5, 6:1         |
| 6.  | 16. listopada 2005. | Moskva        | Lisa Raymond    | Cara Black Rennae Stubbs                   | 6:2, 6:4         |
| 7.  | 13. studenog 2005.  | Los Angeles   | Lisa Raymond    | Cara Black Rennae Stubbs                   | 6:7, 7:5, 6:4    |
| 8.  | 5. veljače 2006.    | Tokio         | Lisa Raymond    | Cara Black Rennae Stubbs                   | 6:2, 6:1         |
| 9.  | 25. veljače 2006.   | Memphis       | Lisa Raymond    | Viktorija Azarenka Caroline Wozniacki      | 7:6, 6:3         |
| 10. | 18. ožujka 2006.    | Indian Wells  | Lisa Raymond    | Virginia Ruano Pascual Meghann Shaughnessy | 6:2, 7:5         |
| 11. | 1. travnja 2006.    | Miami         | Lisa Raymond    | Liezel Huber Martina Navrátilová           | 6:4, 7:5         |
| 12. | 16. travnja 2006.   | Charleston    | Lisa Raymond    | Virginia Ruano Pascual Meghann Shaughnessy | 6:2, 7:5         |
| 13. | 10. lipnja 2006.    | Roland Garros | Lisa Raymond    | Daniela Hantuchová Ai Sugiyama             | 6:3, 6:2         |
| 14. | 8. listopada 2006.  | Stuttgart     | Lisa Raymond    | Cara Black Rennae Stubbs                   | 6:3, 6:4         |
| 15. | 29. listopada 2006. | Linz          | Lisa Raymond    | Corina Morariu Katarina Srebotnik          | 6:3, 6:0         |
| 16. | 5. studenog 2006.   | Hasselt       | Lisa Raymond    | Eleni Daniilidou Jasmin Wöhr               | 6:2, 6:3         |
| 17. | 12. studenog 2006.  | Madrid        | Lisa Raymond    | Cara Black Rennae Stubbs                   | 3:6, 6:3, 6:3    |
| 18. | 4. veljače 2007.    | Tokio         | Lisa Raymond    | Vania King Rennae Stubbs                   | 7:6(6), 3:6, 7:5 |
| 19. | 17. ožujka 2007.    | Indian Wells  | Lisa Raymond    | Chia-jung Chuang Yung-jan Chan             | 6:3, 7:5         |
| 20. | 3. travnja 2007.    | Miami         | Lisa Raymond    | Cara Black Liezel Huber                    | 6:4, 3:6, [10:2] |
| 21. | 7. svibnja 2007.    | Berlin        | Lisa Raymond    | Tathiana Garbin Roberta Vinci              | 6:3, 6:4         |
| 22. | 23. lipnja 2007.    | Eastbourne    | Lisa Raymond    | Květa Peschke Rennae Stubbs                | 6:7(5), 6:4, 6:3 |
| 23. | 24. travnja 2011.   | Stuttgart     | Sabine Lisicki  | Kristina Barrois Jasmin Wöhr               | 6:1, 7:6(5)      |

## Rezultati na Grand Slam turnirima
| Grand Slam      | 2002. | 2003. | 2004. | 2005 | 2006. | 2007. | 2008. | 2009. | 2010. | 2011. | 2012. | 2013. |
| --------------- | ----- | ----- | ----- | ---- | ----- | ----- | ----- | ----- | ----- | ----- | ----- | ----- |
| Australian Open | 1k    | 3k    | 2k    | 1k   | 4k    | 2k    | -     | 3k    | 4k    | 3k    | 1k    | 2k    |
| Roland Garros   | -     | -     | 1k    | 2k   | 1k    | 3k    | 2k    | 1/2F  | F     | 3k    | 1/2F  | 3k    |
| Wimbledon       | -     | 1k    | 1k    | 1k   | 2k    | 2k    | 2k    | 3k    | 1k    | 1k    | 2k    | 3k    |
| US Open         | -     | -     | 2k    | 1k   | 1k    | 1k    | 1k    | 2k    | 1/4F  | P     | 1/4F  |       |

## Plasman na WTA ljestvici na kraju sezone
| 2000. | 2001. | 2002. | 2003. | 2004. | 2005. | 2006. | 2007. | 2008. | 2009. | 2010. | 2011. | 2012. | 2013. |
| ----- | ----- | ----- | ----- | ----- | ----- | ----- | ----- | ----- | ----- | ----- | ----- | ----- | ----- |
| 682.  | 271.  | 265.  | 153.  | 65.   | 46.   | 29.   | 46.   | 52.   | 13.   | 6.    | 6.    | 9.    |       |

## Vanjske poveznice
- Službena stranica  Arhivirana inačica izvorne stranice od 30. lipnja 2019. (Wayback Machine) (engl.)
- Profil na stranici WTA Toura (engl.)